# Andy Allo

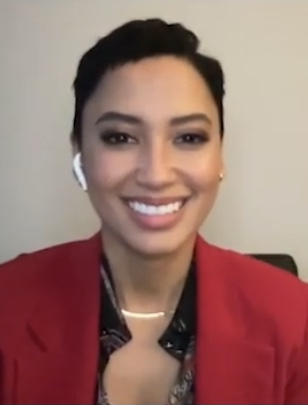
Andy Allo, 2022

Andy Allo (* 13. Januar 1989 in Bamenda, Kamerun) ist eine Singer-Songwriterin und Schauspielerin. Internationale Bekanntheit erlangte sie durch die Zusammenarbeit mit dem Musiker Prince und war 2011 bis 2012 Mitglied in dessen Begleitband The New Power Generation. Bislang hat Allo drei eigene Studioalben veröffentlicht, die allerdings kommerziell nicht erfolgreich waren. Seit 2017 widmet sie sich überwiegend der Schauspielerei und übernahm von 2020 bis 2023 die weibliche Hauptrolle in der US-Fernsehserie Upload.

## Kindheit und Jugend
Andy Allo wurde 1989 in Bamenda, der Nordwest-Region Kameruns, geboren und hat zwei ältere Schwestern und zwei ältere Brüder. Sie ist mit Vornamen nach ihrem Vater benannt, der „Andrew“ heißt und 1943 in Kamerun auf die Welt kam. Er arbeitete als Ökologe und war im Ruhestand als Teilzeitkraft an der DePaul University in Chicago in Illinois tätig. Allos Mutter (* 1948) trennte sich in den 1990er Jahren von ihrem Ehemann und zog aus gesundheitlichen Gründen, sie hat das Chronische Fatigue-Syndrom, nach Sacramento County in Kalifornien. Sie nahm zwei ihrer Kinder mit und wohnt in Arden-Arcade, gearbeitet hatte sie als Lehrerin in Lodi.
Im Jahr 2001 zog Allo mit einer ihrer Schwestern ebenfalls zur Mutter nach Arden-Arcade, ihr Vater blieb in Kamerun. Fortan ging sie in die siebte Klasse der San Juan Unified School District. „Ich war das neue Kind aus Kamerun, und die Kinder fragten: ‘Ist das wie Tarzan?’“, erinnerte sie sich. Später ging sie auf die El Camino Fundamental High School, hatte Theaterunterricht, sang im Schulchor und machte 2006 Abitur. Anschließend studierte sie Kommunikationswissenschaften an dem American River College in North Highlands in Sacramento County. 2010 zog Allo nach Los Angeles und wollte ursprünglich an der University of California weiter studieren, doch sie legte ihren Fokus auf eine Musikkarriere.

## Karriere
Im Alter von sieben Jahren lernte Allo von ihrer Mutter Klavierspielen, Gitarrespielen brachte sie sich im Alter von 19 Jahren selbst bei. Etwa 2006 gründete sie ihre erste eigene Band mit Namen Allo and the Traffic Jam, die sie aber bald wieder auflöste. „Ich wollte meine eigene Kreativität und meinen eigenen Stil entdecken“, sagte sie. Ihre musikalischen Einflüsse sind afrikanische Musiker, wie beispielsweise Fela Kuti und Miriam Makeba. Zudem wurde sie auch von Bob Marley und Nina Simone inspiriert. 2008 hatte Allo ihren ersten Liveauftritt als Solointerpretin und spielte zwei Songs im Fox & Goose Public House in der Innenstadt von Sacramento in Kalifornien. Über die positive Resonanz war sie erstaunt und „danach war ich süchtig“, meinte sie.

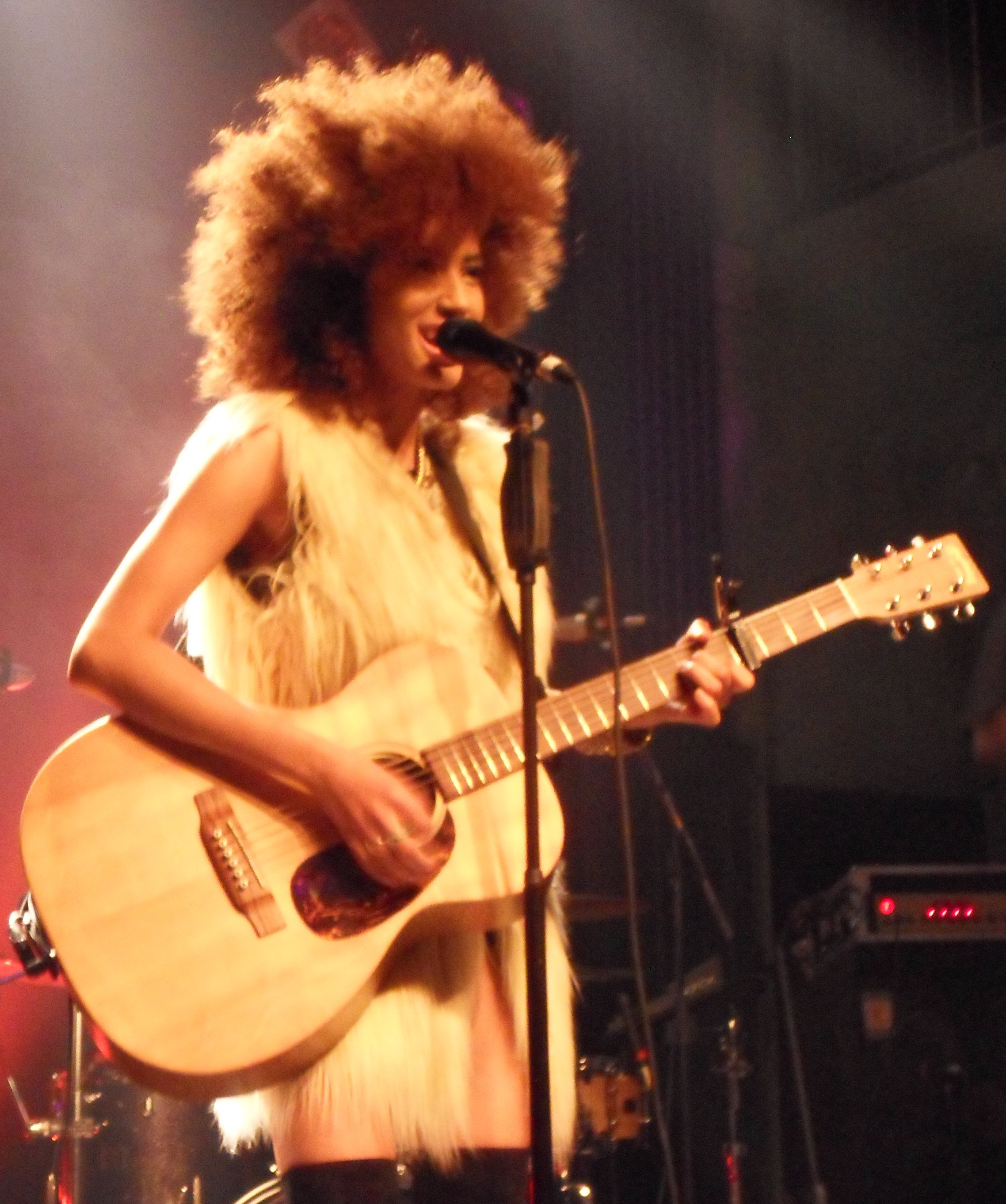
Andy Allo, 2013

2009 arbeitete Allo an ihrem Debütalbum mit Namen UnFresh, das sie selbst finanzierte. Doch nachdem sie die Hälfte des Albums aufgenommen hatte, geriet sie in finanzielle Schwierigkeiten. Da sie aber in dieser Zeit von der in Sacramento ansässigen Modelagentur Cast Images unter Vertrag genommen wurde und Werbung für Firmen wie beispielsweise AT&T, PlayStation 3 und Sprint Corporation machen konnte, konnte sie die Arbeiten an ihrem Debütalbum fortsetzen. Diese Aufträge haben „meine Musik finanziert“, sagte sie rückblickend. Am 23. September 2009 veröffentlichte Allo schließlich UnFresh und die erste Singleauskopplung war der Song Dreamland, bei dem der Rapper Blu mitwirkt.
Im Jahr 2010 zog Allo nach Los Angeles, um ihre beiden Karrieren als Musikerin und Model fortzusetzen. „Ich hatte keinen Plan B“, sagte sie, und machte unter anderem als Model nationale Werbekampagnen für Kohl’s, Toyota und United States Postal Service. Zudem übernahm sie 2011 in der US-Dramedy-Serie The Game die Nebenrolle von „Allison“, die sie in drei Folgen verkörpert.
Im April 2011 spielte Prince sieben Konzerte im Rahmen seiner Welcome-2-America-Tour im The Forum in Inglewood in Kalifornien. Eines dieser Konzerte besuchte Allo und eine Freundin stellte ihr den Musiker vor. Prince sei „wie ein Superheld, der sich aber nicht aufspielt, sondern einfach ein wirklich kluger, bodenständiger Mensch ist“, erinnerte sie sich. Am 11. Mai 2011 trat Allo das erste Mal in seiner Band als Sängerin auf und zwar vor 400 Zuschauern im Musikklub Troubadour in West Hollywood in Los Angeles. Im Sommer 2011 integrierte sie Prince als Sängerin und Gitarristin in seiner Begleitband The New Power Generation. Zudem produzierte er Allos zweites Studioalbum Superconductor und schrieb mit ihr das Titelstück, Long Gone und The Calm. Als Gastmusiker wirken auf dem Album Ida Kristine Nielsen, Maceo Parker sowie Trombone Shorty mit und wurde am 20. November 2012 bei Prince’ Label NPG Records veröffentlicht. Eine partnerschaftliche Beziehung mit ihm dementierte Allo: „Er ist ein Mentor mit einem Leben voller Weisheit und jemand, den ich alles fragen kann“, sagte sie 2012.
2013 ging Allo das erste Mal als Headlinerin auf Tournee und spielte im Juli unter anderem auf dem North Sea Jazz Festival. Außerdem gab sie weitere Konzerte in Europa und trat Ende des Jahres auch in Deutschland, Österreich und in der Schweiz auf. 2014 und 2015 wirkte sie als Gastsängerin auf den Prince’ Alben Art Official Age und HITnRUN Phase Two mit.
Am 7. November 2015 veröffentlichte Allo mit Oui Can Luv ihr drittes Studioalbum, das von akustischen Gitarren dominiert wird, die von Prince gespielt werden. Das Album enthält unter anderem Coverversionen von Songs von Amy Winehouse, Bob Marley, Bryan Ferry, Cat Stevens, Nikka Costa, Tracy Chapman und Prince.
Seit 2017 widmet sich Allo überwiegend der Schauspielerei und wirkte beispielsweise in verschiedenen US-Fernsehserien mit; unter anderem verkörpert sie die Person „Nora Antony“ in der Serie Upload (2020–2023) auf Prime Video.

## Diskografie

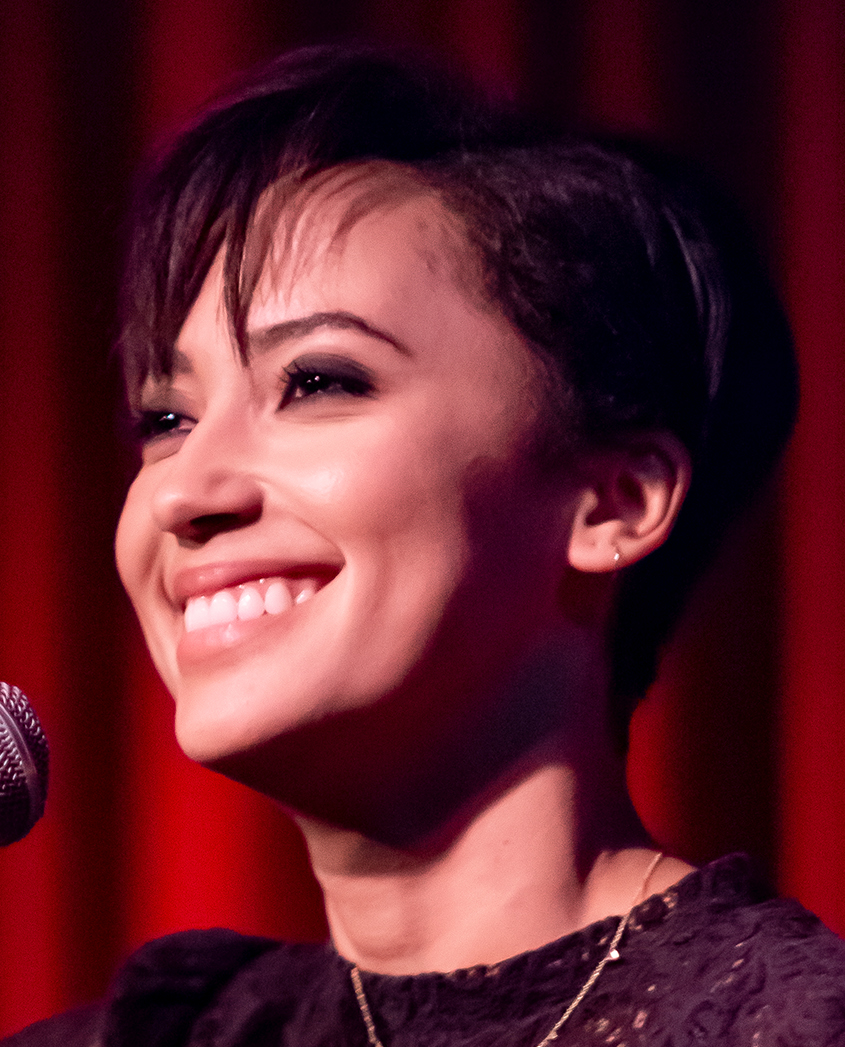
Andy Allo, 2018

### Studioalben
- 2009: UnFresh
- 2012: Superconductor
- 2015: Oui Can Luv

### EPs
- 2015: Hello
- 2017: One Step Closer
- 2017: The Christmas EP

### Gastsängerin auf Prince-Alben
- 2014: Art Official Age
- 2015: HITnRUN Phase Two

## Filmografie (Auswahl)
- 2009: Cosmic Conflict: The Origin of Evil (Kurzfilm), als Good Angel – Gold
- 2011: The Game (3 Episoden), als Allison
- 2016: Ctrl Alt Delete, als Sparrow
- 2017: Pitch Perfect 3, als Serenity
- 2017: The Hero, als Bartender
- 2018: Black Lightning (2 Episoden), als Zoe B.
- 2020: 2 Minutes of Fame, als Taylor
- 2020: Acting for a Cause (Fernsehserie, Episode 2x02), als Kitty Bennet.
- 2019–2023: Chicago Fire (14 Episoden), als Wendy Seager
- seit 2020: Upload (25 Episoden), als Nora Antony
- 2023: Assassin – Every Body is a Weapon (Assassin), als Mali
- 2023–2024: Star Wars: The Bad Batch (Staffel 2, Nr. 13 in Pabu)